# Гіт (Огайо)
Гіт (англ. Heath) — місто (англ. city) в США, в окрузі Лікінґ штату Огайо. Населення — 10 412 особи (2020).

## Географія
Гіт розташований за координатами 40°1′20″ пн. ш. 82°26′26″ зх. д. / 40.02222° пн. ш. 82.44056° зх. д. (40.022121, -82.440596).  За даними Бюро перепису населення США в 2010 році місто мало площу 28,49 км², з яких 28,29 км² — суходіл та 0,20 км² — водойми.

## Демографія
Згідно з переписом 2010 року, у місті мешкало 10 310 осіб у 4131 домогосподарстві у складі 2772 родин. Густота населення становила 362 особи/км².  Було 4426 помешкань (155/км²).
Расовий склад населення:
| - 93,7 % — білих - 2,6 % — чорних або афроамериканців - 0,7 % — азіатів - 0,2 % — корінних американців |

До двох чи більше рас належало 2,2 %. Частка іспаномовних становила 1,5 % від усіх жителів.
За віковим діапазоном населення розподілялося таким чином: 24,3 % — особи молодші 18 років, 58,8 % — особи у віці 18—64 років, 16,9 % — особи у віці 65 років та старші. Медіана віку мешканця становила 40,1 року. На 100 осіб жіночої статі у місті припадало 91,9 чоловіків;  на 100 жінок у віці від 18 років та старших — 89,3 чоловіків також старших 18 років.
Середній дохід на одне домашнє господарство  становив 58 577 доларів США (медіана — 43 187), а середній дохід на одну сім'ю — 70 980 доларів (медіана — 60 726). Медіана доходів становила 43 784 долари для чоловіків та 36 378 доларів для жінок. За межею бідності перебувало 12,2 % осіб, у тому числі 14,9 % дітей у віці до 18 років та 7,7 % осіб у віці 65 років та старших.
Цивільне працевлаштоване населення становило 4827 осіб. Основні галузі зайнятості: освіта, охорона здоров'я та соціальна допомога — 22,2 %, роздрібна торгівля — 15,0 %, виробництво — 13,8 %.